# Fin de curso (película de 2005)
Fin de curso es una película  de  España, dirigida por Miguel Martí en 2005 y protagonizada  por Jordi Vilches, Yohana Cobo, Aida Folch y Álvaro Monje.

## Sinopsis
El final de curso se acerca y en el Liceo Español de Lisboa se desata la guerra entre dos bandos irreconciliables: los "pijos", que proponen un viaje cultural a París, y los "vividores", que prefieren el sol y playa de Benidorm. En medio de la contienda destaca la normalidad de Jaime, un chico que no es ni guapo ni feo, que nunca se mete en líos y cuya vida discurre tranquila hasta que debe decidir a que bando se une, pues París es la decisión de Marta, la "tía buena" cuya atención intenta atraer desesperadamente, y Benidorm la de un grupo de chicos vitalistas que le ofrecen a Jaime unas cantidades de libertad que él nunca había soñado.

## Comentario
Jordi Vilches (Krampak, El Calentito) es el protagonista de esta película dirigida por Miguel Martí (Slam, Gente Pez) que pretende adaptar el estilo norteamericano de cintas como "American Pie", pero con un humor menos "blanco" y "pudoroso" que el de Hollywood, a la realidad española. Un alto valor de producción y una estética moderna y actual son los principales reclamos de esta historia de jóvenes para jóvenes que, según afirma su director.